# Benz Prinz-Heinrich-Wagen
- 6644 см3, 80 к. с., 2000 об/хв. (1908-09);
- 7472 см3, 105 к. с., 2000 об/хв. (1908-09);
- 5712 см3, 80 к. с., 2500 об/хв. (1910-11);
- 7267 см3, 100 к. с., 2500 об/хв. (1910-11);

Benz Prinz-Heinrich-Wagen — перегоновий автомобіль, розроблений німецькою компанією Benz & Cie. у 1908 році. Свою назву модель отримала на честь перемог Фріца Ерле, автомобільного інженера і автогонщика фірми, у Турі принца Генріха. Автомобіль випускався аж до 1911 року.

## Історія

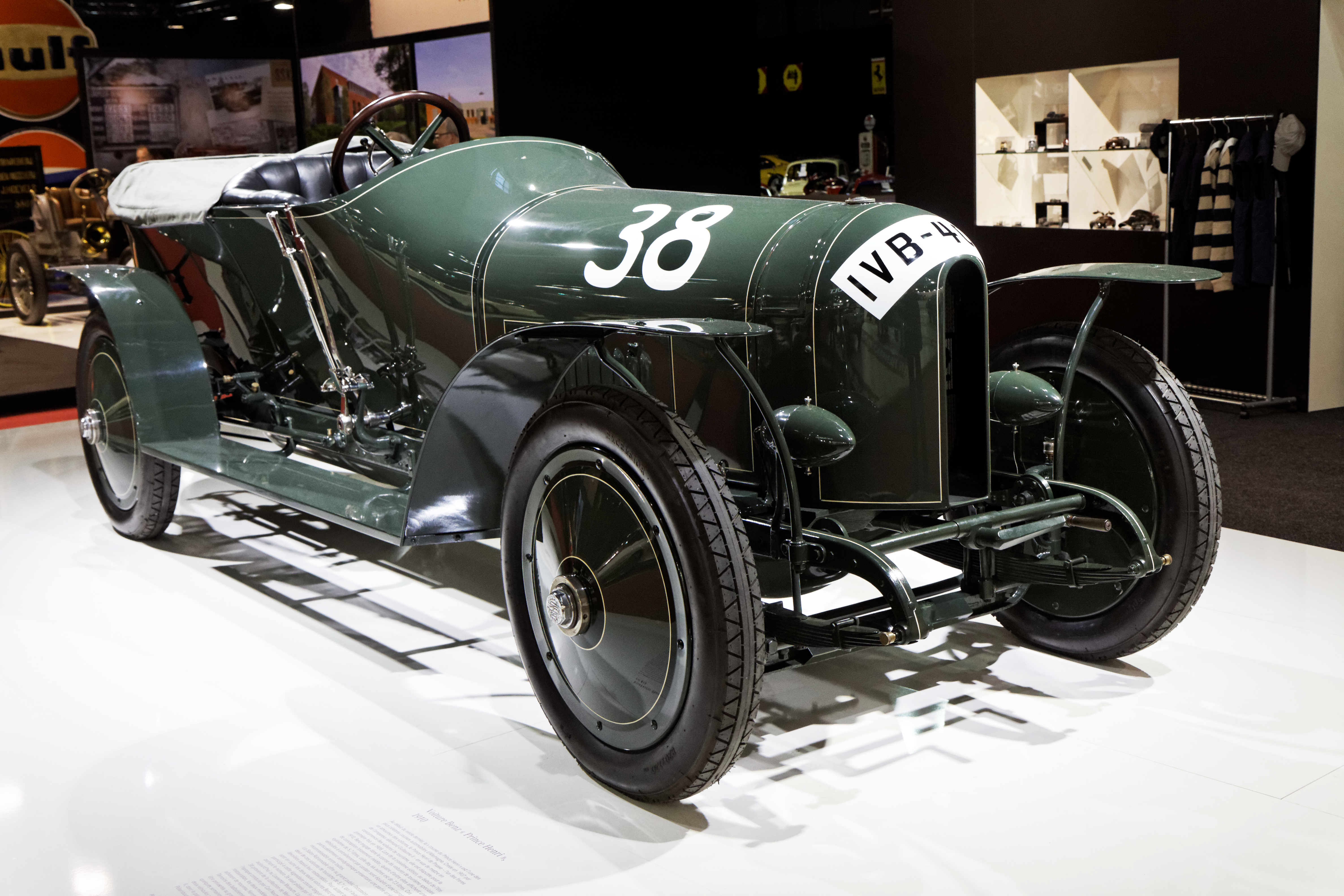
Автомобіль на виставці ретромобілів у Парижі (2013)

На початку 1900-х років на зорі автомобільної спортивної епохи однією з найзначніших гоночних подій став «Тур принца Генріха», заснований за ініціативою прусського принца Альберта Вільгельма Генріха — автомобільного ентузіаста та брата німецького імператора Вільгельма II. У 1907 році Німецький імператорський автомобільний клуб організував перший щорічний тур принца Генріха. На відміну від Гран-прі Франції, регламент якого передбачав участь спеціально сконструйованих перегонових автомобілів, нові змагання дозволяли використовувати лише чотиримісні серійні автомобілі.
Серед найзначиміших переможців Туру були німецький інженер і автогонщик Фріц Ерле, що виграв перегони у 1908 році на 50-сильному автомобілі фірми Benz & Cie., і Фердинанд Порше, який у 1910 році успішно завершив турнір на витривалість за кермом 85-сильного автомобіля виробництва Austro-Daimler. 

## Технічні характеристики

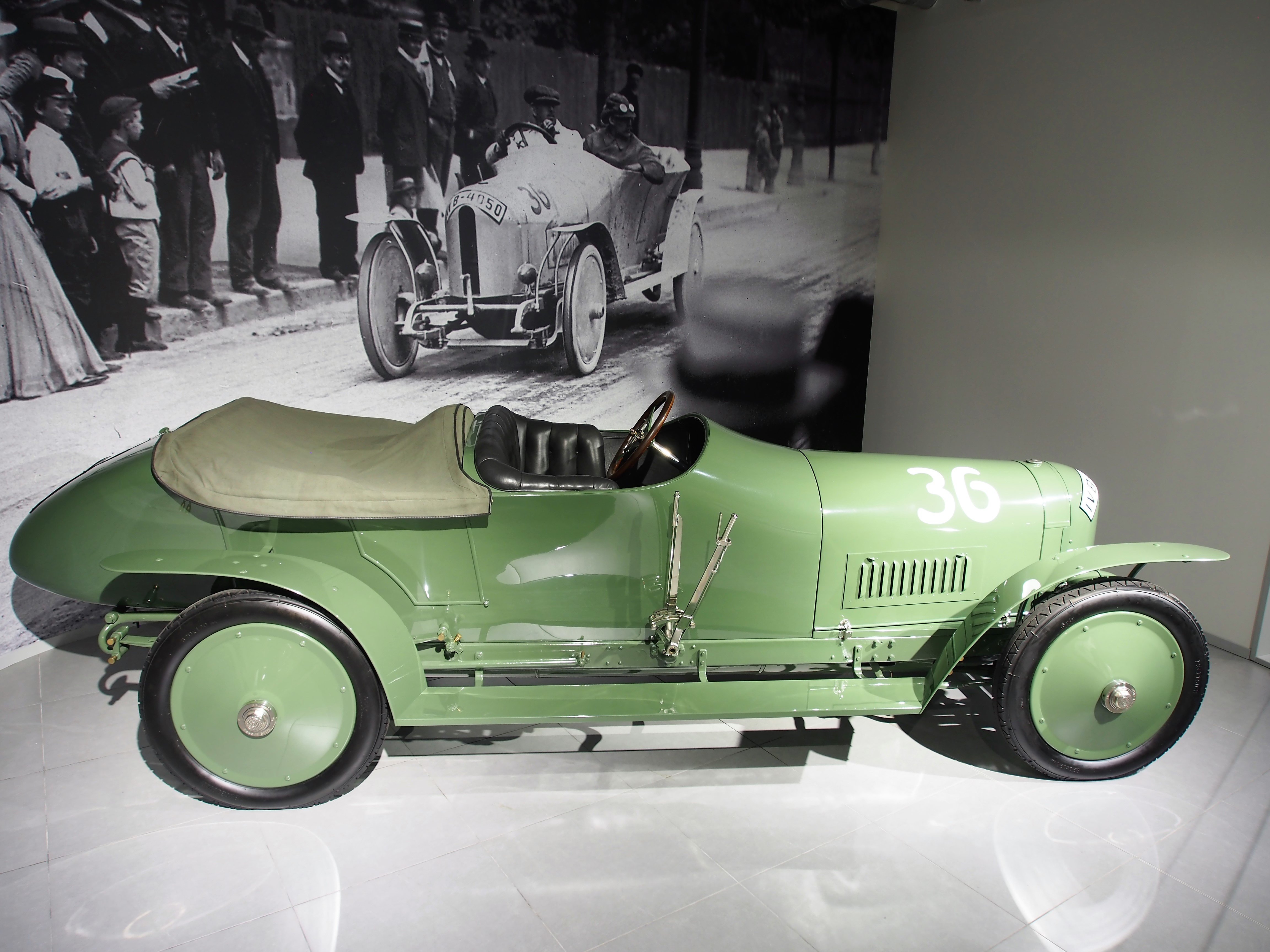
Benz 80-PS-Prinz-Heinrich-Wagen 1910 року, стартовий номер 36, яким керував Фріц Ерле

На ознаменування перемоги Ерле німецький автовиробник з 1908 по 1910 рік випускав автомобілі «Benz Prinz-Heinrich-Wagen» в різних конфігураціях двигунів. 100-сильний варіант автомобіля був розроблений спеціально для перегонів Туру принца Генріха у 1910 році. Це був перший автомобіль у Мангаймі, двигун якого мав по чотири клапани на циліндр. Тим не менше, йому так і не вдалось потрапити до списків переможців. Останні перегони Туру принца Генріха відбулись у 1911 році, після чого компанія припинила виробництво автомобіля.
Модель «Benz Prinz-Heinrich-Wagen» мала передньомоторне задньоприводне компонування і оснащалась чотиритактним бензиновим двигуном з карбюратором, жорсткими мостами з напівеліптичними ресорами, 4-ступінчатою механічною коробкою передач, яка сполучалась із задньою віссю за допомогою карданного вала, і дерев'яними колесами зі спицями з пневматичними шинами.
В наш час автомобіль можна побачити в колекціях музею Мерседес-Бенц (Штутгарт, Німеччина) і музеї Лоумана (Гаага, Нідерланди).

## Опис

### Двигуни
| Роки випуску | Конфігурація | Рабочий об'єм | Діаметр циліндра x хід поршня | Потужність         | Обертів за хвилину |
| ------------ | ------------ | ------------- | ----------------------------- | ------------------ | ------------------ |
| 1908–1909    | R4           | 6644 см3      | 115 мм x 160 мм               | 80 к. с. (59 кВт)  | 2000               |
| 1908–1909    | R4           | 7475 см3      | 115 мм x 180 мм               | 105 к. с. (77 кВт) | 2000               |
| 1910–1911    | R4           | 5712 см3      | 105 мм x 165 мм               | 80 к. с. (59 кВт)  | 2500               |
| 1910–1911    | R4           | 7267 см3      | 115 мм x 175 мм               | 100 к. с. (74 кВт) | 2500               |